# Manuel Marfán
José Manuel Marfán Lewis (26 de diciembre[cita requerida] de 1952) es un economista, académico y político chileno, militante del Partido Socialista (PS). Se desempeñó como subsecretario de Hacienda y ministro de esa cartera gubernamental durante la administración del presidente Eduardo Frei Ruiz-Tagle (1994-1999 y 1999-2000, respectivamente). Luego, en el gobierno del presidente Ricardo Lagos, fue nombrado como consejero del Banco Central de Chile, cargo que ejerció entre 2003 y 2013 previa aprobación del Senado.

## Familia y estudios
Hijo de Álvaro Marfán Jaramillo; militante demócrata cristiano, funcionario en Odeplan y, además un estrecho colaborador del presidente Eduardo Frei Montalva, y de Florence Lewis Ravinet. Está casado con la economista Margarita Sánchez Muñoz, quien fuera hija de Salustio Sánchez Carmona, regidor por Talca en 1947.
Estudió ingeniería comercial en la Universidad de Chile y posteriormente cursó un doctorado en economía de la Universidad de Yale, en los Estados Unidos.

## Carrera política
Fue artífice de la principal reforma tributaria del primer Gobierno de la Concertación encabezado por Patricio Aylwin, de cuyo ministro de Hacienda, Alejandro Foxley, fue un estrecho colaborador. Marfán había trabajado con Foxley el programa económico de la oposición a Augusto Pinochet desde el Cieplan.
Fue ministro de Hacienda del presidente Eduardo Frei Ruiz-Tagle entre diciembre de 1999 y marzo de 2000, tras la renuncia de Eduardo Aninat, quien debió partir del país para ocupar un alto cargo en el Fondo Monetario Internacional (FMI). Hasta esa fecha se desempeñaba como asesor regional y director de la División de Desarrollo Económico en Cepal.
Antes había sido subsecretario de Hacienda y presidente del Comité de Mercado de Capitales del Ministerio de Hacienda de Chile (1994-1999).
Su militancia en el Partido Socialista (PS) lo convirtió en el único político adscrito a esta tienda en ocupar la cartera de Hacienda de los cuatro gobiernos de la Concertación. Más aún, fue el primer socialista en dicho cargo desde Felipe Herrera Lane, durante el segundo gobierno del presidente Carlos Ibáñez del Campo.[cita requerida]

## Otras actividades
Entre sus múltiples trabajos se cuenta el haber asesorado en políticas macroeconómicas y fiscales a los gobiernos de Bolivia, Colombia, Ecuador, República Dominicana y Paraguay, y a la Asamblea Legislativa de Costa Rica. 
Ha publicado artículos en revistas y libros en Chile y el extranjero. Ha sido profesor de Macroeconomía y de Política Fiscal en la Universidad de Chile, en la Universidad Católica, en Ilades-Georgetown University, el Instituto Latinoamericano de Planificación Económica y Social (Ilpes) y el Seminario de Políticas Económicas para América Latina (Speal). 
En agosto de 2008 fue designado presidente del Irving Fisher Committee (IFC) sobre estadísticas de bancos centrales, organización asociada al Instituto Internacional de Estadísticas (ISI) y que funciona con el auspicio del Banco de Pagos Internacionales (BIS) de Basilea.
En enero de 2010 asumió la vicepresidencia del BC tras la salida de Jorge Desormeaux. A comienzos de 2012 fue reelecto en este cargo.
Es investigador senior de Cieplan y director del Programa Cieplan-UTalca. Preside también el directorio del programa «Chile Transparente».
Durante el segundo gobierno de Sebastián Piñera en 2018, fue miembro del programa "Acuerdo Nacional de Desarrollo Integral".

## Nota
1. ↑  La votación fue de 40 votos a favor y 6 en contra.